# 塞布庫島 (蘇門答臘)
塞布庫島（或拼作Seboekoe、Sebeekee）是印度尼西亞（印尼）的一座島嶼，位於爪哇島和蘇門答臘之間的巽他海峽，是該海峽其中一座較大的島嶼。該島位於塞貝西島以北2.5（1.6英里）處，位於蘇門答臘島以南2.3（1.4英里）處。行政上該島是楠榜省南楠榜縣的一部份。

## 歷史
1883年喀拉喀托火山爆發時，塞布庫島無人居住，不過位於該島東方的小島小塞布庫島（Sebuku Ketjil）的一座村落卻在這次火山爆發中被徹底摧毀。根據官方紀錄，當時身在當地，且在這次火山中喪生的人士共有150人，當中有70人並非該村村民。
在1920年代，為了迎合不斷增加的市場需求，塞布庫島種植了會生產椰子核，屬於棕櫚目的椰子樹。不過由於缺乏維護的關係，這些椰子樹最後都枯死了。
1999年，一群為水下攝影比賽準備的潛水員在塞布庫島附近發現了一艘已經沈沒的日本船隻，這艘船的船齡不明。

## 地理
塞布庫島位於楠榜灣口東部，地勢很低，位於塞貝西島以北2.5（1.6英里）處，位於蘇門答臘島以南2.3（1.4英里）處，佔地17.71平方（6.84平方英里），行政上是楠榜省南楠榜縣的轄地。
塞布庫島的中央由安山岩構成，這表示了該島早期曾經有火山活動的歷史。該岩石的構成歷史可以追溯到第四紀，岩石本身則被稱為巽他海峽火山作用的早期表現。該島北部的基底由珊瑚化石和泥沙組成，而島嶼東部的基底則由泥沙、沙礫、活珊瑚和珊瑚化石組成。島嶼周圍被暗礁圍繞。

## 生態
和塞貝西島一樣，塞布庫島也被稱為蝴蝶在蘇門答臘和喀拉喀托之間遷移的過程當中的「踏腳石」。很多源自爪哇和蘇門答臘的蝴蝶品種都可以在塞布庫島上找到。在塞布庫島上可以找到的螞蟻品種共有四種，比塞貝西島和喀拉喀托更少。塞布庫島的螞蟻品種當中包括在喀拉喀托找不到的螞蟻品種，據信這種螞蟻的先祖是一種在1883年喀拉喀托火山爆發的時候倖存的動物品種。
在塞布庫島附近的水域棲息的棘皮動物品種比在楠榜灣內灣棲息的棘皮動物品種更少。據信這個現象的起因是資源開發和差劣的資源管理體制。
由於開墾的關係，塞布庫島的自然森林很稀疏。然而，茂盛的紅樹林卻在該島東部的岸邊生長，島內各地還可以找到很多熱帶植物。

## 旅遊
塞布庫島是浮潛和潛水的熱門地點，遊客通常會從蘇門答臘島的占蒂村（Candi）坐船抵達當地。

## 註腳
1. ↑  Simke & Fiske 1983.
2. ↑  Touwen 2001，第176頁.
3. ↑  The Jakarta Post 1999.
4. 1 2  Darsono & Aziz 2001，第110頁.
5. ↑  Yukawa et al. 2000，第2頁.
6. ↑  Pemerintah Kabupaten Lampung Selatan 2007.
7. ↑  Pemerintah Kabupaten Lampung Selatan 2012.
8. ↑  Barber, Crow & Milsom 2005，第109頁.
9. 1 2  Darsono & Aziz 2001，第105頁.
10. ↑  Yukawa et al. 2000，第8頁.
11. 1 2  Asfiya, Ubaidillah & Yamane 2008，第2頁.
12. ↑  Asfiya, Ubaidillah & Yamane 2008，第8頁.
13. ↑  Darsono & Aziz 2001，第111頁.
14. ↑  Soeroyo & Suyarso 2000，第97頁.
15. ↑  Vaisutis 2007，第482頁.